# Car Szaleniec
Car Szaleniec, inny polski tytuł Porucznik Kiże (ros. Поручик Киже, Poruczik Kiże) – radziecki film historyczny w reżyserii Aleksandra Fajncimmiera z 1934 roku, adaptacja powieści Podporucznik Kiże (1928) Jurija Tynianowa z muzyką Sergieja Prokofiewa. 

## Obsada
- Michaił Janszyn jako Car Paweł I
- Sofja Magariłł
- Erast Garin
- Leonid Kmit
- Andriej Kostriczkin